# Browning (cràter)
Browning és un cràter d'impacte en el planeta Venus de 23,4 km de diàmetre. Porta el nom d'Elizabeth Browning (1806-1861), poetessa britànica, i el seu nom va ser aprovat per la Unió Astronòmica Internacional el 1985.